# Boophis albilabris
Boophis albilabris és una espècie de granota de la família dels mantèl·lids endèmica de Madagascar.